# Atarba forticornis
Atarba forticornis är en tvåvingeart som beskrevs av Alexander 1947. Atarba forticornis ingår i släktet Atarba och familjen småharkrankar.
Artens utbredningsområde är Venezuela. Inga underarter finns listade i Catalogue of Life.